# 獵戶座60
獵戶座60，又名BD+00 1239，HD 40446、SAO 113321、HR 2103，是獵戶座的一颗恒星，视星等为5.22，位于銀經206.35，銀緯-11.43，其B1900.0坐标为赤經5h 53m 41s，赤緯+0° -11.43′ 38″。